# Cabano (canton)
Pour les articles homonymes, voir Cabano (homonymie).
Cabano est un canton canadien de l'est du Québec situé dans la municipalité régionale de comté du Témiscouata dans la région administrative du Bas-Saint-Laurent.  Il fut proclamé officiellement le 28 juillet 1866.  Il couvre une superficie de 25 780 hectares.

## Toponymie
Le toponyme du canton de Cabano est emprunté à la rivière et au lac éponymes.  Ce dernier porte maintenant le nom du lac Long.